# Francesco Pozzi

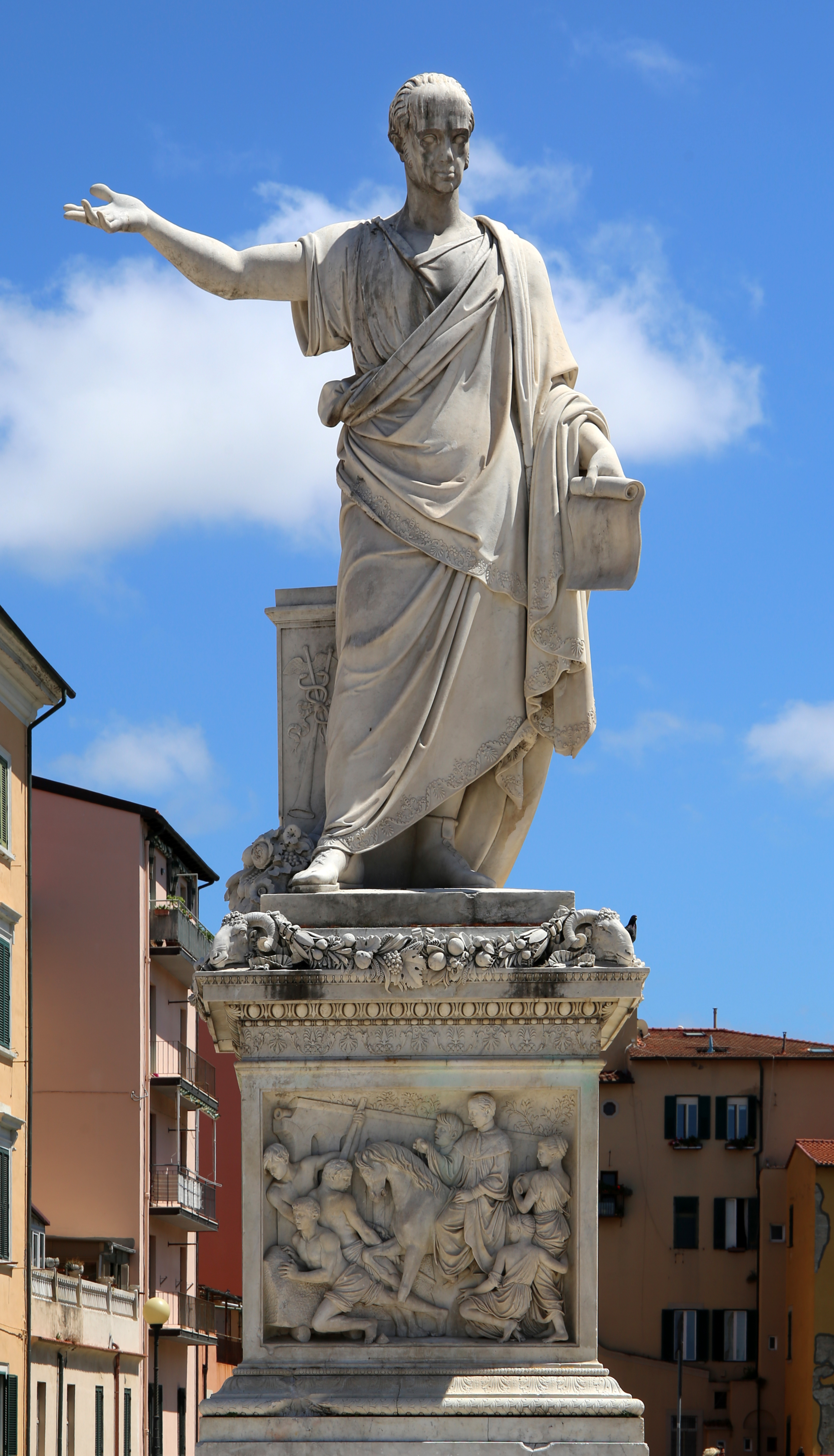
Livorno, Monumento a Ferdinando III di Toscana, 1847

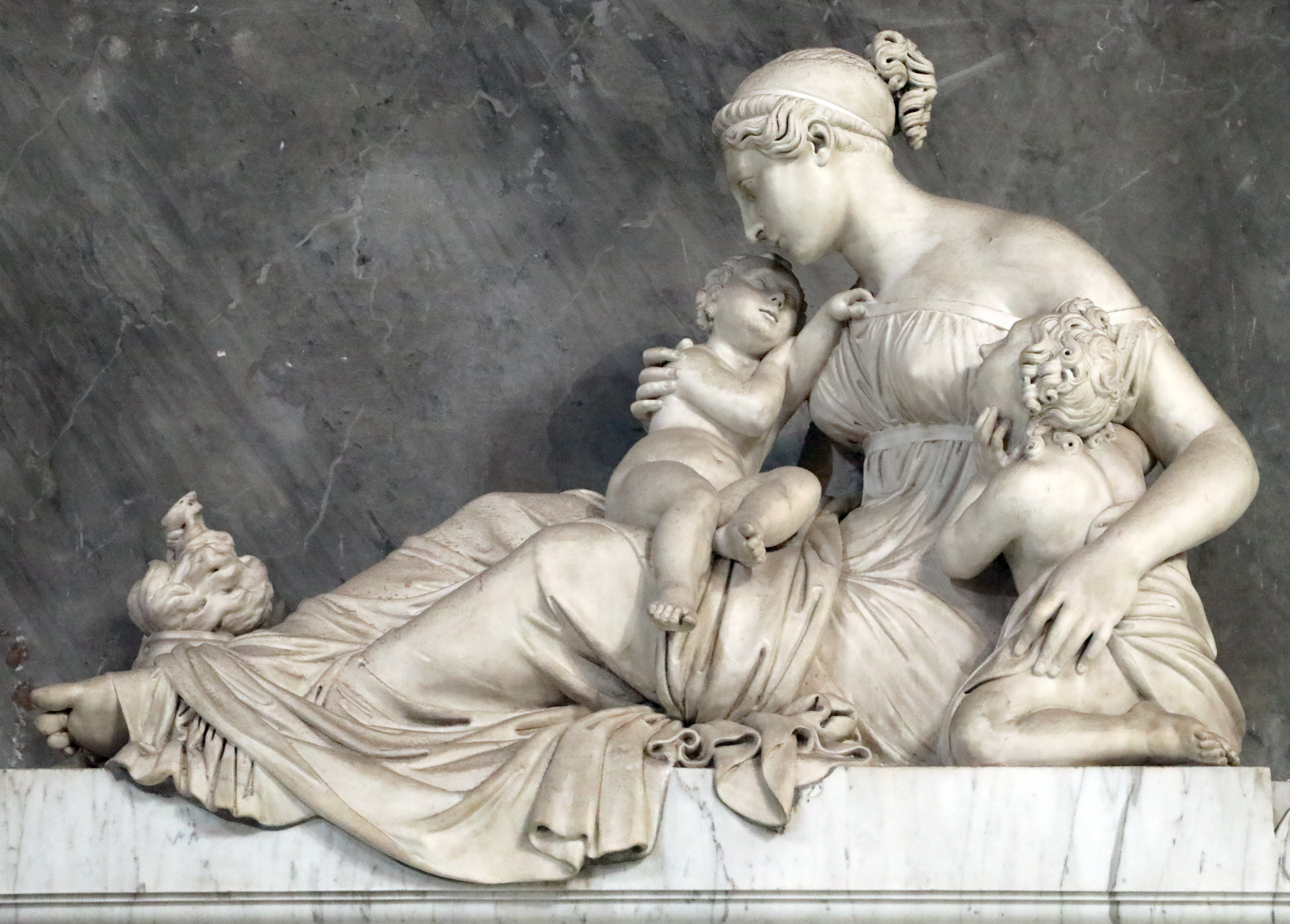
Roma, Santi Apostoli, Monumento al principe Filippo Colonna, 1822

Francesco Pozzi (Portoferraio, 22 novembre 1790 – Firenze, 28 febbraio 1844) è stato uno scultore italiano neoclassico.

## Biografia e opere
Francesco Pozzi nacque nel 1790, figlio del cittadino fiorentino Giuseppe Pozzi e della madre Anna Marbelli originaria di Portoferraio. Nel 1807, all’età di 17 anni, fu ammesso a Firenze all’Accademia di Belle Arti, dove studiò fino al 1816. Successivamente si trasferì a Roma, dove ebbe l’opportunità di conoscere, tra gli altri, le opere degli artisti Antonio Canova e Bertel Thorvaldsen. Il soggiorno romano fu decisivo per il suo percorso di vita come artista.
Nel 1817 fu nominato membro dell’Accademia di Belle Arti di Firenze e nel 1823 insegnante di scultura.
Francesco Pozzi divenne noto e apprezzato per le sue sculture realizzate nello stile neoclassico, influenzate da Canova e Thorvaldsen.
Come incisore su pietra, creò numerosi cammei e medaglioni. Si sono conservate molte piccole ceroplastiche (lavori in cera).